# Bartolomeu Dias
Bartolomeu Dias (født ca. 1450, død 29. maj 1500) var en portugisisk opdagelsesrejsende som sejlede syd om Kap Det Gode Håb i 1488 som den første europæer, som vides at have gjort dette siden antikken. 
I 1481 ledsagede Dias Diogo de Azambuja på en ekspedition til Guldkysten. 
Kong Johan 2. af Portugal udnævnte ham den 10. oktober 1486 til leder af en ekspedition, der skulle ud på den farefulde tur at sejle syd om Afrika med håbet om at finde en handelsrute til Asien. Hovedformålet med ekspeditionen var at finde landet, hvor den legendariske kristne, afrikanske konge, præstekongen Johannes, regerede.
Efter ti måneders forberedelse forlod Dias Lissabon i august 1487 med en flåde på tre skibe, to armerede karaveller og et forsyningsskib. Blandt hans rejsekammerater var Pêro de Alenquer, som skrev en beretning om Vasco da Gamas først rejse, João Infante, Álvaro Martins og João Grego. Forsyningsskibet var under kommando af Bartolomeu's bror, Pêro Dias. Der var også to afrikanske mænd og fire kvinder om bord, som skulle sættes i land på passende steder for at forklare de indfødte formålet med ekspeditionen.
Dias sejlede først mod Congofloden, opdaget et år før af Diogo Cão og Martin Behaim. Ved at følge den afrikanske kyst sejlede han ind i Walvisbugten. Fra 29° syd (Port Nolloth) mistede han kontakt med kysten og blev drevet af en voldsom storm, der varede i tretten dage. Da det rolige vejr vendte tilbage, sejlede han igen mod øst, men da der ikke dukkede land op, vendte han skibet mod nord og landede i "Bahia dos Vaqueiros" (Mossel Bay) den 3. februar 1488. Dias rundede Kap det Gode Håb og derefter Kap Agulhas, Afrikas sydligste punkt i 1488.
I februar 1488 sejlede han op langs østkysten af Afrika så langt som til Great Fish River. Da det stod klart, at Indien kunne nås ad denne rute, vendte han om. Det var først på tilbageturen, at han opdagede Kap det Gode Håb i maj 1488. Dias vendte tilbage til Lissabon i december 1488 efter en tur på seksten måneder og sytten dage. Han udforskede i alt 2.030 km hidtil ukendt afrikansk kyst.
Oprindeligt navngav han Kap det Gode Håb "Stormenes Kap" (Cabo das Tormentas). Det blev senere omdøbt af John II til Kap det Gode Håb (Cabo da Boa Esperança).
Opdagelsen af passagen rundt om Afrika var vigtig, fordi europæerne for første gang kunne handle direkte med Indien og Asien og undgå Mellemøsten og mellemmændene her. Dette ledte til en opblomstring for de atlantiske lande og en generel nedgang for landene i Mellemøsten og ved Middelhavet i århundreder derefter. 
I 1497 ledsagede Dias Vasco da Gamas ekspedition til Indien. Han fulgte Gama med et skib til Kap Verde. Han ledsagede ligeledes Pedro Álvares Cabral på rejsen, der resulterede i opdagelsen af Brasilien i 1500. Han døde ud for Kap det gode Håb i en storm.
En officiel rapport om ekspeditionen til Kap det Gode Håb er endnu ikke fundet. Dias' barnebarn Paulo Dias de Novais var en portugisisk kolonisator af Afrika i det 16. århundrede. 